# ليندر بيريز
ليندر بيريز (بالإنجليزية: Leander Perez)‏ هو محامي وقاضي أمريكي، ولد في 16 يوليو 1891 في لويزيانا في الولايات المتحدة، وتوفي في 19 مارس 1969 في مقاطعة بلاكيماينز في الولايات المتحدة.